# Alessia Lucchini
Alessia Lucchini (Busto Arsizio, 20 de noviembre de 1978) es una deportista italiana que compitió en natación sincronizada. Ganó tres medallas en el Campeonato Europeo de Natación entre los años 1997 y 2000.

## Palmarés internacional
| Campeonato Europeo | Campeonato Europeo   | Campeonato Europeo | Campeonato Europeo |
| Año                | Lugar                | Medalla            | Prueba             |
| ------------------ | -------------------- | ------------------ | ------------------ |
| 1997               | Sevilla (España)     | Medalla de bronce  | Equipo             |
| 1999               | Estambul (Turquía)   | Medalla de bronce  | Equipo             |
| 2000               | Helsinki (Finlandia) | Medalla de plata   | Equipo             |